# 口子窖

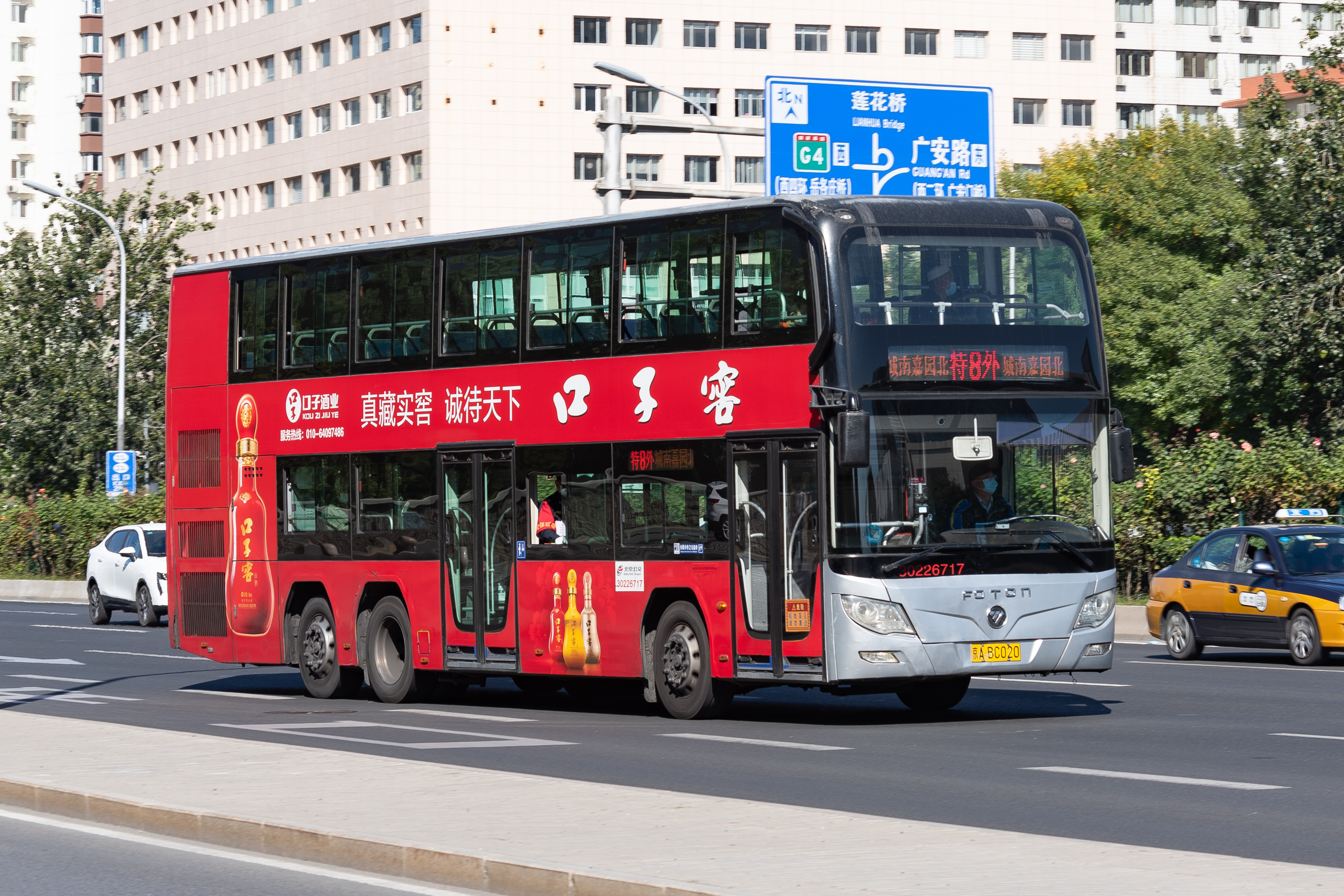
口子酒业巴士广告

安徽口子酒业股份有限公司（上交所：603589，简称：口子窖），是中国上海证券交易所的一家上市公司，主要从事白酒的生产和销售，得名于濉溪县老城的旧称“口子集”。
公司前身原安徽口子酒业股份有限公司成立于2002年12月26日，由安徽口子集团公司、江苏天地龙实业有限公司、淮北市顺达糖酒有限公司、陕西天驹商贸有限公司（现陕西天驹实业股份有限公司）、合肥市肥东黄海商贸有限责任公司（现安徽省黄海商贸有限公司）和刘安省、徐进等13名自然人发起设立。2008年4月，原股份公司由股份有限公司变更为有限责任公司，更名为安徽口子酒业有限责任公司。2008年9月，经安徽省商务厅批准，美国高盛公司收购口子有限原股东4.717%的股权并增资，口子有限变更为外商投资企业。2011年3月，口子有限整体变更为外商投资股份有限公司，复名为安徽口子酒业股份有限公司。2015年6月29日，在上海证券交易所挂牌上市，为A股白酒板块第17家、兼香型白酒第1家上市公司。2018年3月，高盛公司通过二级市场已减持全部公司首次公开发行股票上市前持有的股份，公司由外商投资股份有限公司变更为内资股份有限公司，
公司生产的口子系列白酒是中国兼香型白酒的代表品牌，拥有口子窖、口子坊、老口子、口子酒等系列产品，其中“口子”商标为中国驰名商标，口子酒业被国家商务部认定为“中华老字号”。
2020年，公司实现营业收入40.11亿元，同比下降14.15%；实现净利润12.76亿元，同比下降25.84%。